# Lotkův zákon
Lotkův zákon je ve scientometrii empirické zjištění, které formuloval v roce 1926 Alfred Lotka. Jde o jednu z aplikací Zipfova zákona.
Lotkův zákon popisuje publikační aktivitu autorů v daném oboru v určitém období.
Tvrdí, že počet autorů, kteří publikovali n článků, je zhruba roven {\displaystyle 1/n^{a}}-násobku počtu těch, kteří publikovali jeden článek. Konstanta a je blízká číslu 2.
Jinak řečeno: počet autorů, kteří publikují určitý počet článků, je v pevném poměru k počtu autorů, kteří publikují jeden článek.
Na každých 100 autorů publikujících jeden článek tak připadá 25 autorů publikujících dva články, 11 autorů publikujících 3 články, 6 autorů publikujících 4 články, atd.